# مزرعة باغندة (عقدا)
مزرعة باغندة (بالإنجليزية: Mazraeh-ye Pagondeh)‏ هي منطقة سكنية تقع في إيران في يزد.